# ام‌القیوین
اُم‌القیْویْن مرکز و بزرگترین شهر در امارت ام‌القیوین در امارات متحده عربی است.
این شهر در شبه‌جزیرهٔ خور البیدیه قرار دارد و شهرهای بزرگ نزدیک به آن شارجه در جنوب غربی و رأس‌الخیمه در شمال شرقی است. گیاه کرنا در خارج از شهر در امتداد ساحل وجود داردو اقتصاد محلی عمدتاً ماهیگیری است.